# Rio Santa Gertrudes
O rio Santa Gertrudes é um curso de água localizado na entrada do distrito de Santa Gertrudes, na cidade de Patos, estado da Paraíba, no Brasil.